# Saint-Étienne-du-Grès
Pour les articles homonymes, voir Saint-Étienne (homonymie).
Ne doit pas être confondu avec Saint-Étienne-des-Grès.
Saint-Étienne-du-Grès [sɛ̃t‿etjɛn dy ɡʁɛs] est une commune française, située dans le département des Bouches-du-Rhône en région Provence-Alpes-Côte d'Azur. Principale agglomération rurale du territoire de Tarascon depuis 1820, elle devient commune à part entière en 1935.
Ses habitants sont appelés en provençal les Gresouillès et en français les Gresouillais et les Grésouillaises.
Par le décret du 30 janvier 2007, son territoire est classé au sein du Parc naturel régional des Alpilles.

## Géographie
Les communes limitrophes sont Fontvieille, Graveson, Maillane, Mas-Blanc-des-Alpilles, Saint-Rémy-de-Provence, Tarascon et Les Baux-de-Provence.

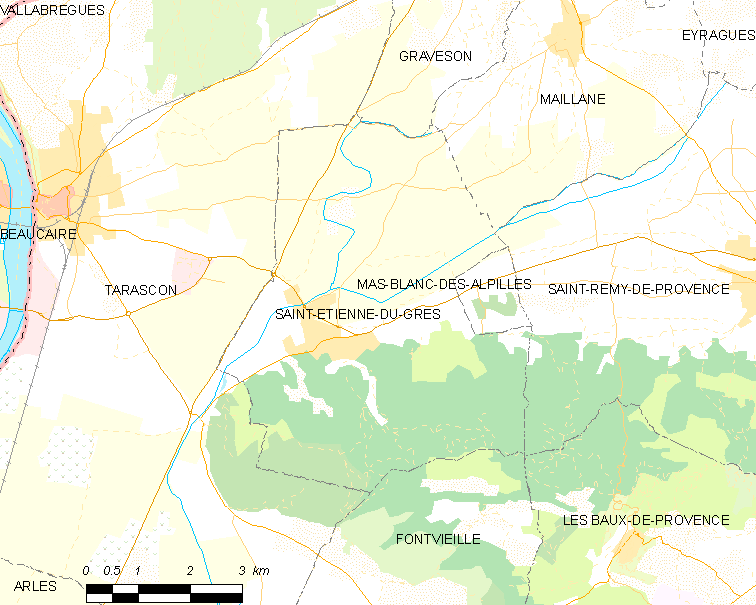
Carte de la commune.

Au carrefour des routes allant de Saint-Rémy-de-Provence à Tarascon et Arles, d’une part, d’Arles à Avignon d’autre part, la commune de Saint-Étienne-du-Grès s’étend sur 30 km2 environ, moitié sur la partie nord-ouest des Alpilles, moitié sur la plaine de la Crau. Deux territoires aux paysages très différents.
Les terrains en pente douce au pied des Alpilles, mélange de terre d’érosion et de cailloux arrachés à la colline constituent le grès au sens provençal, c’est-à-dire une terre caillouteuse. Ces terres produisent toujours des olives et du vin de qualité supérieure. Un système ingénieux d'irrigation, notamment grâce au canal des Alpines, a permis l'apparition depuis quelques décennies de fruitiers et de primeurs.
| Tarascon Beaucaire | Graveson Maillane     | Mas-Blanc-des-Alpilles                             |
| Bellegarde         | Saint-Étienne-du-Grès | Saint-Rémy-de-Provence                             |
| Arles              | Fontvieille           | Les Baux-de-Provence Paradou Maussane-les-Alpilles |

## Urbanisme

### Typologie
Au 1er janvier 2024, Saint-Étienne-du-Grès est catégorisée bourg rural, selon la nouvelle grille communale de densité à 7 niveaux définie par l'Insee en 2022.
Elle appartient à l'unité urbaine de Saint-Rémy-de-Provence, une agglomération intra-départementale dont elle est une commune de la banlieue,. Par ailleurs la commune fait partie de l'aire d'attraction de Beaucaire, dont elle est une commune de la couronne,. Cette aire, qui regroupe 5 communes, est catégorisée dans les aires de moins de 50 000 habitants,.

### Occupation des sols
L'occupation des sols de la commune, telle qu'elle ressort de la base de données européenne d’occupation biophysique des sols Corine Land Cover (CLC), est marquée par l'importance des territoires agricoles (57,1 % en 2018), une proportion sensiblement équivalente à celle de 1990 (56,7 %). La répartition détaillée en 2018 est la suivante : terres arables (41,7 %), forêts (37,3 %), zones agricoles hétérogènes (13,4 %), zones urbanisées (4,2 %), cultures permanentes (2 %), milieux à végétation arbustive et/ou herbacée (1,4 %). L'évolution de l’occupation des sols de la commune et de ses infrastructures peut être observée sur les différentes représentations cartographiques du territoire : la carte de Cassini (XVIIIe siècle), la carte d'état-major (1820-1866) et les cartes ou photos aériennes de l'IGN pour la période actuelle (1950 à aujourd'hui).

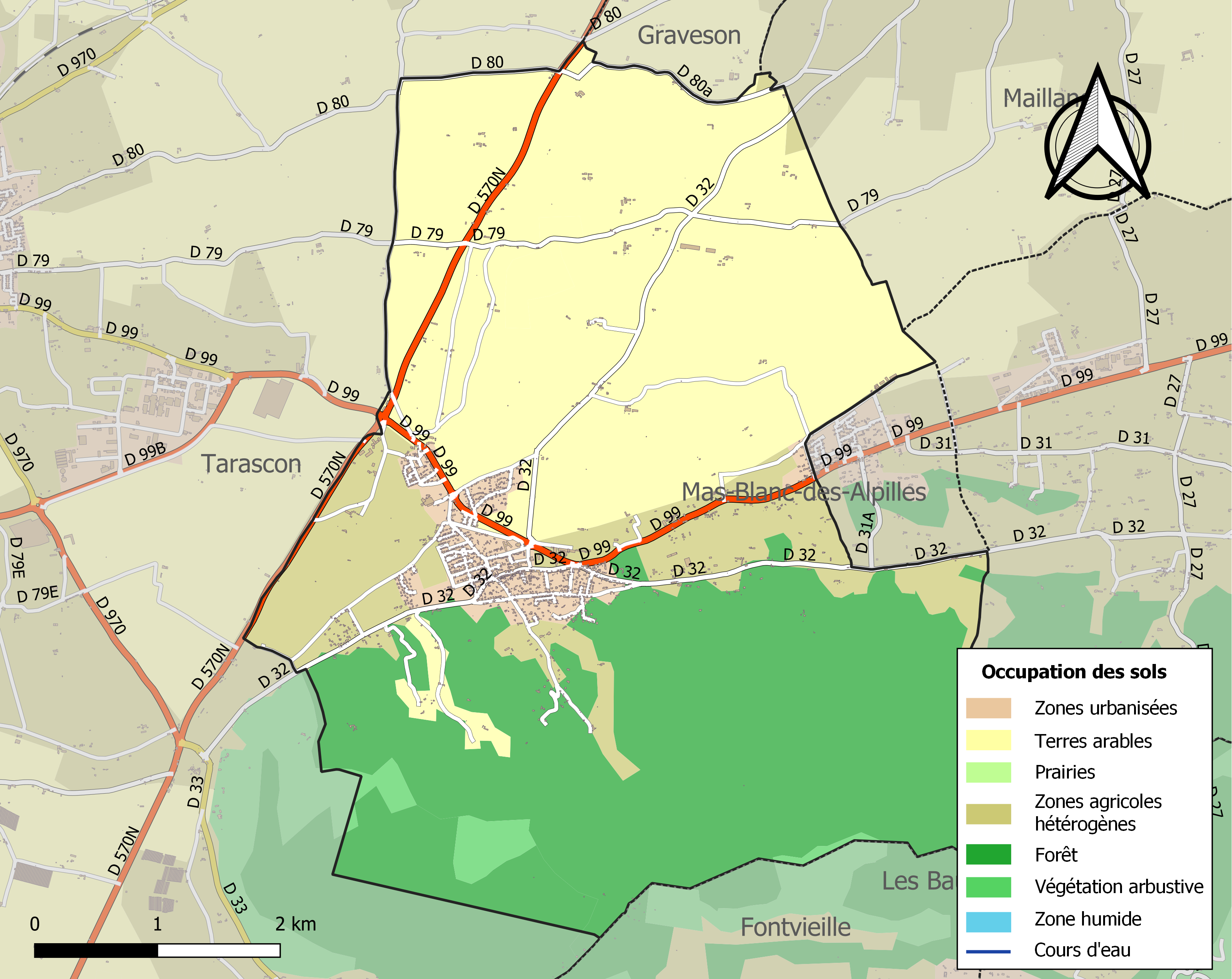
Carte des infrastructures et de l'occupation des sols de la commune en 2018 (CLC).

### Climat
Pour des articles plus généraux, voir Climat de Provence-Alpes-Côte d'Azur et Climat des Bouches-du-Rhône.
En 2010, le climat de la commune est de type climat méditerranéen franc, selon une étude du Centre national de la recherche scientifique s'appuyant sur une série de données couvrant la période 1971-2000. En 2020, Météo-France publie une typologie des climats de la France métropolitaine dans laquelle la commune est exposée à un climat méditerranéen et est dans la région climatique  Provence, Languedoc-Roussillon, caractérisée par une pluviométrie faible en été, un très bon ensoleillement (2 600 h/an), un été chaud (21,5 °C), un air très sec en été, sec en toutes saisons, des vents forts (fréquence de 40 à 50 % de vents > 5 m/s) et peu de brouillards. 
Pour la période 1971-2000, la température annuelle moyenne est de 14,1 °C, avec une amplitude thermique annuelle de 17,8 °C. Le cumul annuel moyen de précipitations est de 654 mm, avec 6,1 jours de précipitations en janvier et 2,3 jours en juillet. Pour la période 1991-2020, la température moyenne annuelle observée sur la station météorologique de Météo-France la plus proche, « Tarascon », sur la commune de Tarascon à 6 km à vol d'oiseau, est de 15,4 °C et le cumul annuel moyen de précipitations est de 643,8 mm. 
La température maximale relevée sur cette station est de 43 °C, atteinte le 28 juin 2019 ; la température minimale est de −7,7 °C, atteinte le 4 janvier 1993,,. 
Les paramètres climatiques de la commune ont été estimés pour le milieu du siècle (2041-2070) selon différents scénarios d'émission de gaz à effet de serre à partir des nouvelles projections climatiques de référence DRIAS-2020. Ils sont consultables sur un site dédié publié par Météo-France en novembre 2022.

### Le mistral
Le mistral y souffle violemment du nord ou du nord-ouest, particulièrement en hiver et au printemps. Le mistral souffle fortement 100 jours par an en moyenne et faiblement 83 jours, ce qui ne laisse que 182 jours sans vent par an.
On distingue deux types de mistral : le « mistral blanc », qui dégage le ciel en totalité et accentue la luminosité, et le « mistral noir », plus rare, qui est accompagné de pluie.

### Données météorologiques
Le tableau ci-dessous indique les températures et les précipitations pour la période 1971-2000  :
| Mois                                                  | J    | F    | M    | A    | M    | J    | J    | A    | S    | O    | N    | D    | année |
| ----------------------------------------------------- | ---- | ---- | ---- | ---- | ---- | ---- | ---- | ---- | ---- | ---- | ---- | ---- | ----- |
| Températures maximales (°C)                           | 10,9 | 12,3 | 15,3 | 17,5 | 22,0 | 25,8 | 29,4 | 29,0 | 25,0 | 19,9 | 14,2 | 11,6 | 19,4  |
| Températures moyennes (°C)                            | 6,1  | 7,2  | 9,7  | 12,0 | 16,1 | 19,8 | 22,9 | 22,7 | 19,2 | 14,7 | 9,6  | 7,0  | 13,9  |
| Températures minimales (°C)                           | 1,1  | 2,0  | 4,0  | 6,4  | 10,1 | 13,7 | 16,4 | 16,3 | 13,3 | 9,5  | 4,9  | 2,4  | 8,4   |
| Précipitations (hauteur en mm)                        | 59   | 47   | 44   | 63   | 52   | 31   | 16   | 37   | 64   | 98   | 58   | 54   | 623,4 |
| Source : Météo France / Station de Salon-de-Provence. |      |      |      |      |      |      |      |      |      |      |      |      |       |

## Histoire

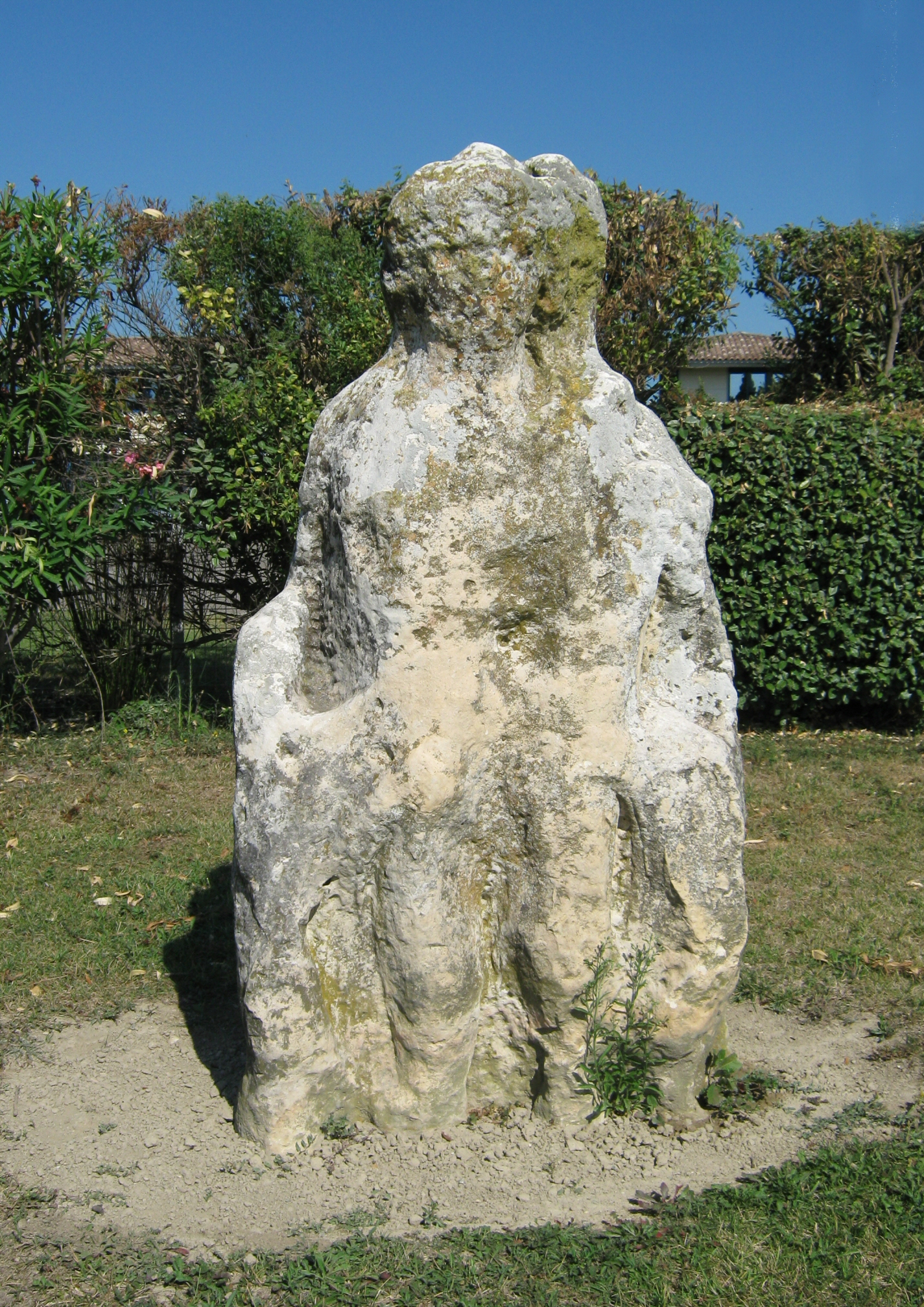
La Mourgue, Laurade.

### Préhistoire et Antiquité
La Mourgue au parc d'activités de Laurade : une pierre grossièrement sculptée et représentant vraisemblablement une divinité païenne pré-romaine de la fécondité. Le terme viendrait du roman morga, devenue mourgue en provençal et moniale en français. Elle a inspiré de nombreux poètes (Louis Renard, Frédédic Mistral, ...) et historiens locaux. Des mythologues se sont penchés sur ses origines possibles et ses multiples épithètes : « Vierge pétrifiée », « Priape gallo-romain » (dieu-phallus rustique dont le sexe aurait été taillé par la suite), « Déesse-mère néolithique », « Menhir anthropomorphe », « Morgane la fée solaire » ...
Lors de la seconde partie du premier âge du Fer (VIIe – VIe siècles av. J.-C.), la population, jusqu'alors essentiellement nomade, se sédentarise et se met à construire en dur. Le castrum se structure à la manière d'un village avec ses rues et ses maisons adossées. Le processus d'installation permanente est à mettre en parallèle avec l'intensification des échanges économiques avec les commerçants méditerranéens. En échange de produits de luxe, les habitants des Alpilles produisent des céréales et passent d'une état d'autarcie à une véritable économie d'échange. Au cours des siècles suivants, la population des Alpilles diminue de façon conséquente : le comptoir grec d'Arles attire de nombreux habitants venus de toute la région.
Mais dès la fin de l'Âge du fer (IIe – Ier siècles av. J.-C.), un castrum est édifié sur l'oppidum de Briançon, plus connu aujourd'hui sous le nom de colline de Notre-Dame-du-Château. Les fouilles ont identifié les ruines postérieures d'un établissement gallo-romain important car situé à proximité du carrefour d'Ernaginum (sur la commune de Tarascon). Cette cité fut détruite en 480 et sur ses ruines fut construite la chapelle de Saint-Gabriel.

### Moyen Âge
La commanderie templière de Laurade a été construite en 1196 sur une donation de Hugues Ricard. Si le domaine a été remanié, la chapelle Saint-Thomas-des-Templiers (San-Thomé) présente les caractéristiques du plus pur style romano-provençal.
Peu après 1348, les Gavots de la haute vallée de la Durance, pour remercier Marthe de Béthanie de les avoir protégés de la Peste Noire, avaient offert une statue de la Vierge aux Tarasconnais. Elle provenait du petit village de Saint-Martin-de-Queyrières, au sud de Briançon, et fut baptisée la Belle Briançonne.
Placée dans la chapelle de Notre-Dame-du-Château, sur la colline Saint-Michel-de-Briançon - le choix ne fut pas fortuit - lors des Rogations la statue était portée en procession jusqu'à l’église Sainte-Marthe de Tarascon. Notre-Dame-du-Château (du Castrum), est une chapelle d'époque romane. L'édifice est mentionné en 1180 - lors de l'échange que fit l'archevêque d'Arles contre l'église de Castelveyre - puis en 1242 dans la documentation, et fut restauré vers 1419.

### Renaissance
Le premier pèlerinage attesté date de 1420. La foule des dévots de la Belle Briançonne passait la nuit sur la colline de Saint-Michel-de-Briançon. On peut noter, sans surprise, que la fête de la Belle Briançonne des Alpes se terminait donc sur un très antique « oppidum de Briançon » en Provence, remettant à l’honneur Brigantiæ, la déesse celto-ligure des sommets (Brig = hauteur). C’était l’une des divinités de la tribu des Ségobriges qui occupait cette portion du territoire provençal lors de l’arrivée des Phocéens. « Au XVIIe siècle, les confréries tarasconnaises des paysans, des bergers et des portefaix participaient à la fête de la Belle Briançonne. Elle était alors l'occasion de danses profanes à chaque station de la procession. Garçons et filles passaient la nuit sur l'herbe, reprenaient au matin leurs farandoles et couraient se plonger dans la fontaine de Fontchâteau ».

### Période moderne
La chapelle de Notre-Dame-du-Château est restaurée en 1859 à la suite d'un legs de particulier et déclarée chapelle de secours par décret du 25 mai de la même année.
En 1874, la ville se dote d'une gare sur la nouvelle ligne de Tarascon à Saint-Rémy-de-Provence (actuelle place du marché). La ligne bénéficie en 1887 d'une extension jusqu'à Orgon.

### Période contemporaine
La commune n'existe administrativement que depuis le 12 avril 1935 à la suite du détachement du village de la ville de Tarascon.
La chapelle de Notre-Dame-du-Château est inscrite aux Monuments Historiques en 1926. En 2007 un conflit opposa un artiste qui y avait réalisé une fresque murale et le curé qui, la jugeant « blasphématoire », la fit détruire.
En 1950, après 76 ans d'existence, la ligne de Tarascon à Orgon ferme et la gare disparaît. La portion de 8 km jusqu'à Saint-Rémy-de-Provence est transformée en voie verte.

## Toponymie
Grès :  saint Etienne, diacre, le protomartyr chrétien est lié  au déterminant complémentaire Grès signifiant « endroits pierreux ».
Sant Estève dóu Grès en provençal.

## Politique et administration

### Liste des maires

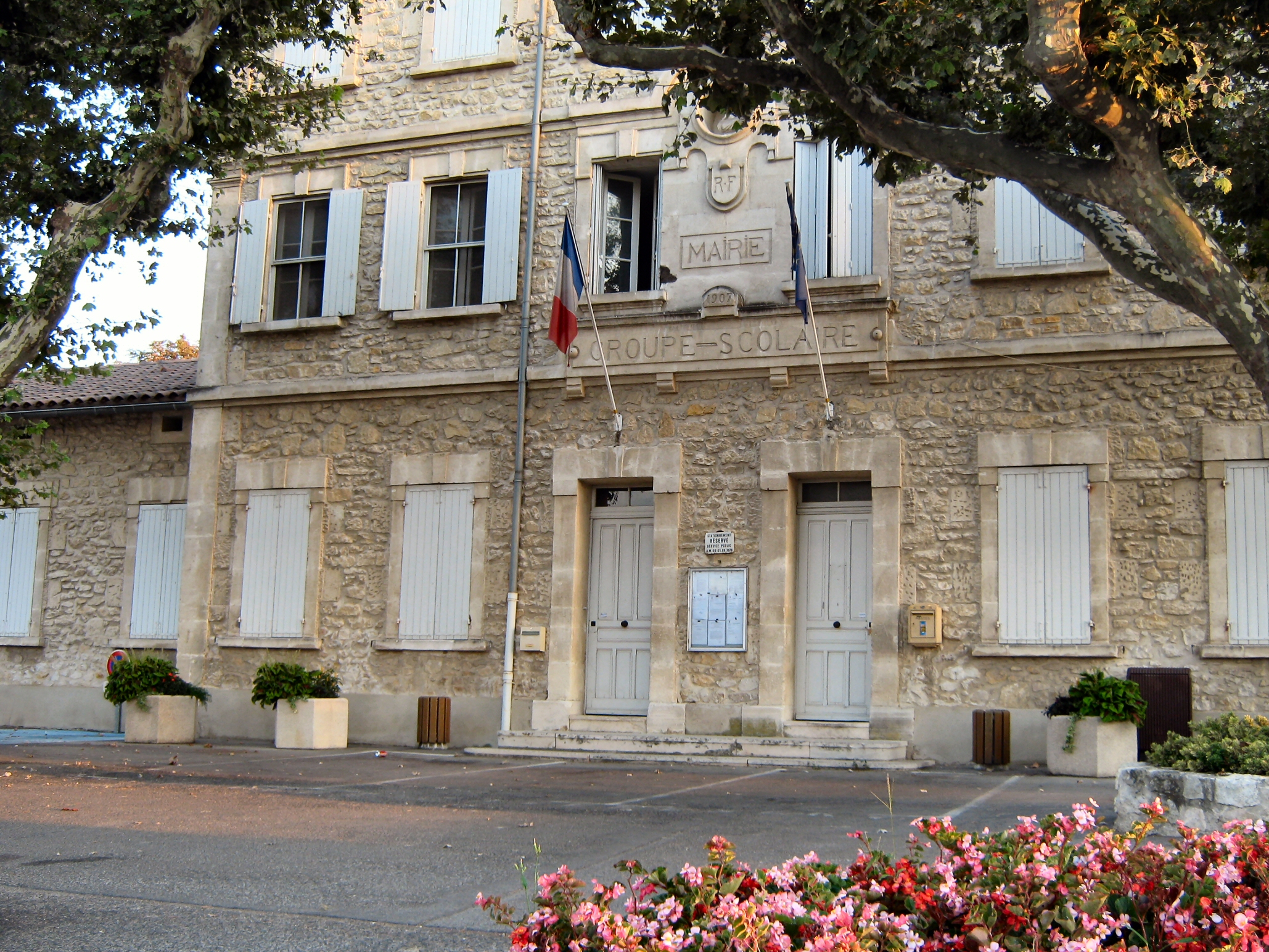
Mairie et groupe scolaire
de Saint-Étienne-du-Grès.

| Période                                  | Période   | Identité         | Étiquette | Qualité       |
| ---------------------------------------- | --------- | ---------------- | --------- | ------------- |
| mai 1935                                 | 1939      | Jean Galeron     |           |               |
| 1945                                     | 1961      | André Vidau      |           |               |
| 1961                                     | mars 2001 | Louis Lèbre      |           |               |
| mars 2001                                | 2014      | Robert Del Testa | DVD       |               |
| mars 2014                                | En cours  | Jean Mangion     | DVD       | Fonctionnaire |
| Les données manquantes sont à compléter. |           |                  |           |               |

### Intercommunalité
Saint-Étienne-du-Grès est une des dix communes de la Communauté de communes Vallée des Baux-Alpilles.

### Budget et fiscalité
| Taxe                                                | Part communale | Part intercommunale | Part départementale | Part régionale |
| --------------------------------------------------- | -------------- | ------------------- | ------------------- | -------------- |
| Taxe d'habitation (TH)                              | 8,89 %         | 0,00 %              | 9,19 %              | 0,00 %         |
| Taxe foncière sur les propriétés bâties (TFPB)      | 11,79 %        | 0,00 %              | 10,85 %             | 2,36 %         |
| Taxe foncière sur les propriétés non bâties (TFPNB) | 39,97 %        | 0,00 %              | 9,80 %              | 8,85 %         |
| Taxe professionnelle (TP)                           | 15,18 %*       | 0,00 %              | 7,08 %              | 3,84 %         |

## Population et société

### Démographie
L'évolution du nombre d'habitants est connue à travers les recensements de la population effectués dans la commune depuis 1936. Pour les communes de moins de 10 000 habitants, une enquête de recensement portant sur toute la population est réalisée tous les cinq ans, les populations de référence des années intermédiaires étant quant à elles estimées par interpolation ou extrapolation. Pour la commune, le premier recensement exhaustif entrant dans le cadre du nouveau dispositif a été réalisé en 2006.

En 2022, la commune comptait 2 480 habitants, en évolution de +0,45 % par rapport à 2016 (Bouches-du-Rhône : +2,48 %, France hors Mayotte : +2,11 %).
| 1936  | 1946  | 1954  | 1962  | 1968  | 1975  | 1982  | 1990  | 1999  |
| ----- | ----- | ----- | ----- | ----- | ----- | ----- | ----- | ----- |
| 1 181 | 1 222 | 1 217 | 1 214 | 1 421 | 1 484 | 1 601 | 1 863 | 2 103 |

| 2006  | 2011  | 2016  | 2021  | 2022  | - | - | - | - |
| ----- | ----- | ----- | ----- | ----- | - | - | - | - |
| 2 111 | 2 297 | 2 469 | 2 486 | 2 480 | - | - | - | - |

### Sports
Sur la commune se trouve le centre équestre poney-club des Alpilles ainsi qu'un club de football et un tennis-club.

### Cultes
Depuis mars 1937, la communauté protestante des sœurs de Pomeyrol est installée dans le village et y anime le culte protestant, en liaison avec la paroisse protestante de Beaucaire.

### Environnement
Le traitement des déchets des ménages et déchets assimilés est assuré dans le cadre des missions de la communauté de communes Vallée des Baux-Alpilles.

## Économie

### Revenus de la population et fiscalité
En 2008, le revenu fiscal médian par ménage était de 19 703 €, ce qui plaçait Saint-Étienne-du-Grès au 6 837e rang  parmi les 31 604 communes de plus de 50 ménages en métropole.

### Agriculture

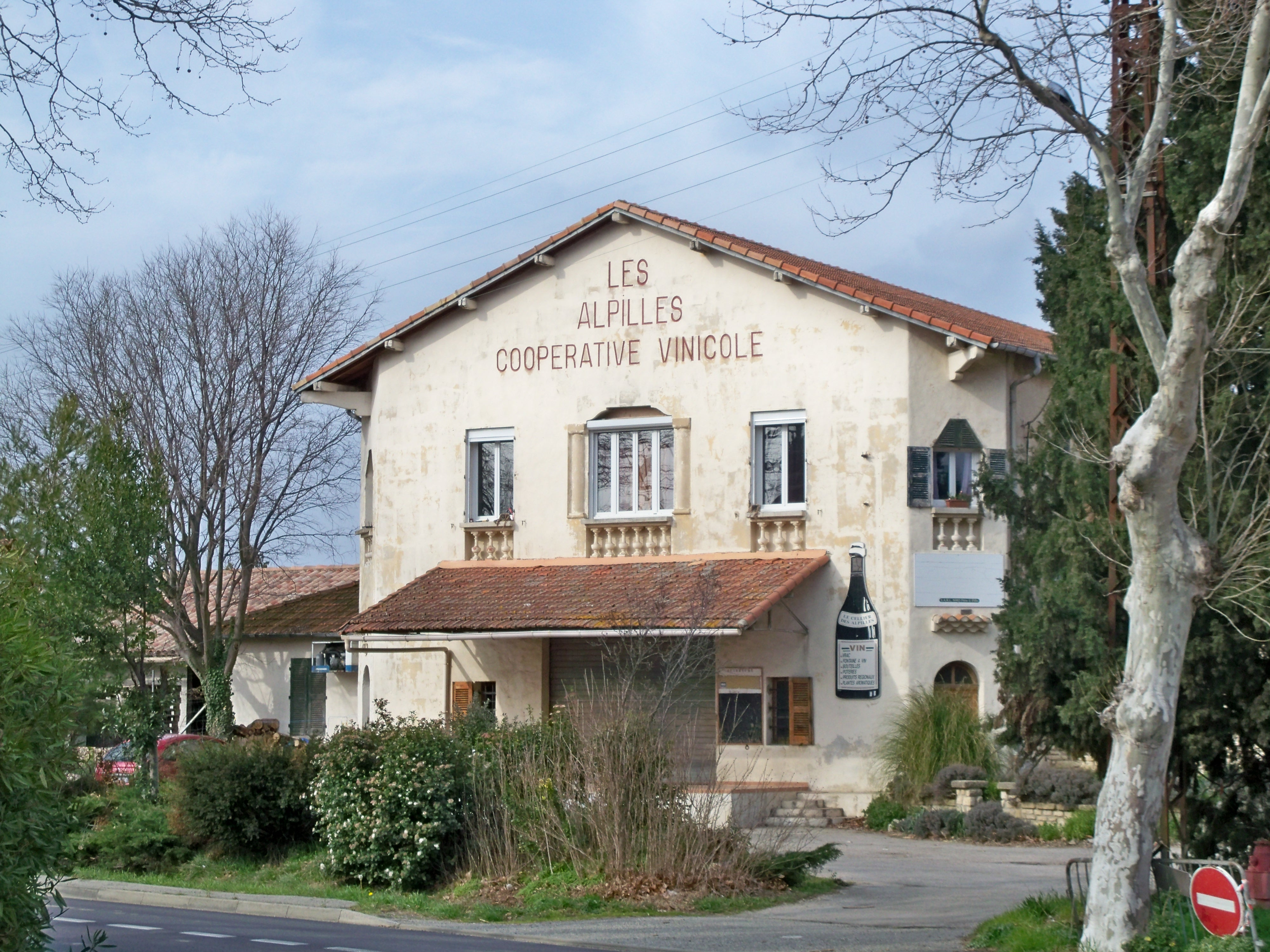
Cave coopérative vinicole.

La commune a son terroir classé en AOC et produit des vins Coteaux-des-baux-en-provence. Cette AOC a été reconnue par un décret du 20 avril 1995 pour les vins rouges et rosés. D'abord classé VDQS par un arrêté du 23 janvier 1956 dans le cadre des Coteaux-d'aix-en-provence, un second décret daté du 24 décembre 1985 permit l’utilisation de la dénomination générique « Les Baux de Provence » reconnaissant l’identité spécifique de ce vignoble de la région des Baux concernant sept communes du massif des Alpilles. Sa production est de 15 500 hectolitres par an dont 75 % en rouge et 25 % en rosé.
Le vin de pays des Alpilles est un vin de pays de zone, au nord des Bouches-du-Rhône, qui a vocation à labelliser, après dégustation, les vins ne pouvant postuler à l'appellation d'origine coteaux-des-baux-de-provence. Jusqu'en 2000, il portait le nom de vin de pays de la Petite Crau. La production est d'environ 6 000 hectolitres par an. Son vignoble, installé sur un plateau caillouteux, est limité, au nord, par la Durance et au sud, par les Alpilles.

Oliveraie de Vincent van Gogh (novembre 1889).

La commune produit de l'huile d'olive de la vallée des Baux-de-Provence, protégée par une appellation d'origine contrôlée (AOC) depuis un décret pris par l'INAO, le 27 août 1997. Les variétés d'olives qui entrent dans son élaboration sont la salonenque, la béruguette, la grossane et la verdale des Bouches-du-Rhône. Elle produit aussi des olives cassées et des olives noires qui relèvent du même décret de l'INAO. Les variétés d'olives cassées proposées à la commercialisation sont la salonenque et la béruguette. Pour les olives noires, la seule variété acceptée est la grossane,.
Un marché aux fruits et légumes se déroule en fin d'après-midi, réunissant acheteurs, maraichers, petits et gros producteurs ainsi que touristes et particuliers.

### Tourisme
Hormis l'agriculture, l'économie la plus facilement identifiable autour du massif des Alpilles est liée au tourisme. Même les producteurs viticoles et oléicoles semblent tenir compte du développement du tourisme et de plus en plus de domaines proposent de la dégustation, voir dans certains cas de véritables cours d'initiation à l'œnologie.
On peut considérer trois principales sortes de tourisme dans les Alpilles. Tout d'abord, le tourisme historique et culturel qui s'appuie sur un patrimoine riche (les Baux-de-Provence, Glanum, etc.) ou sur des festivals. Ensuite, le tourisme détente qui se traduit par un important développement des chambres d'hôtes, de l'hôtellerie et de la location saisonnière, par une concentration importante de piscines et par des animations comme des marchés provençaux. Enfin, le tourisme vert qui profite des nombreux chemins de randonnées et du cadre protégé qu'offrent le massif et ses environs.

## Culture et patrimoine

### Lieux et monuments

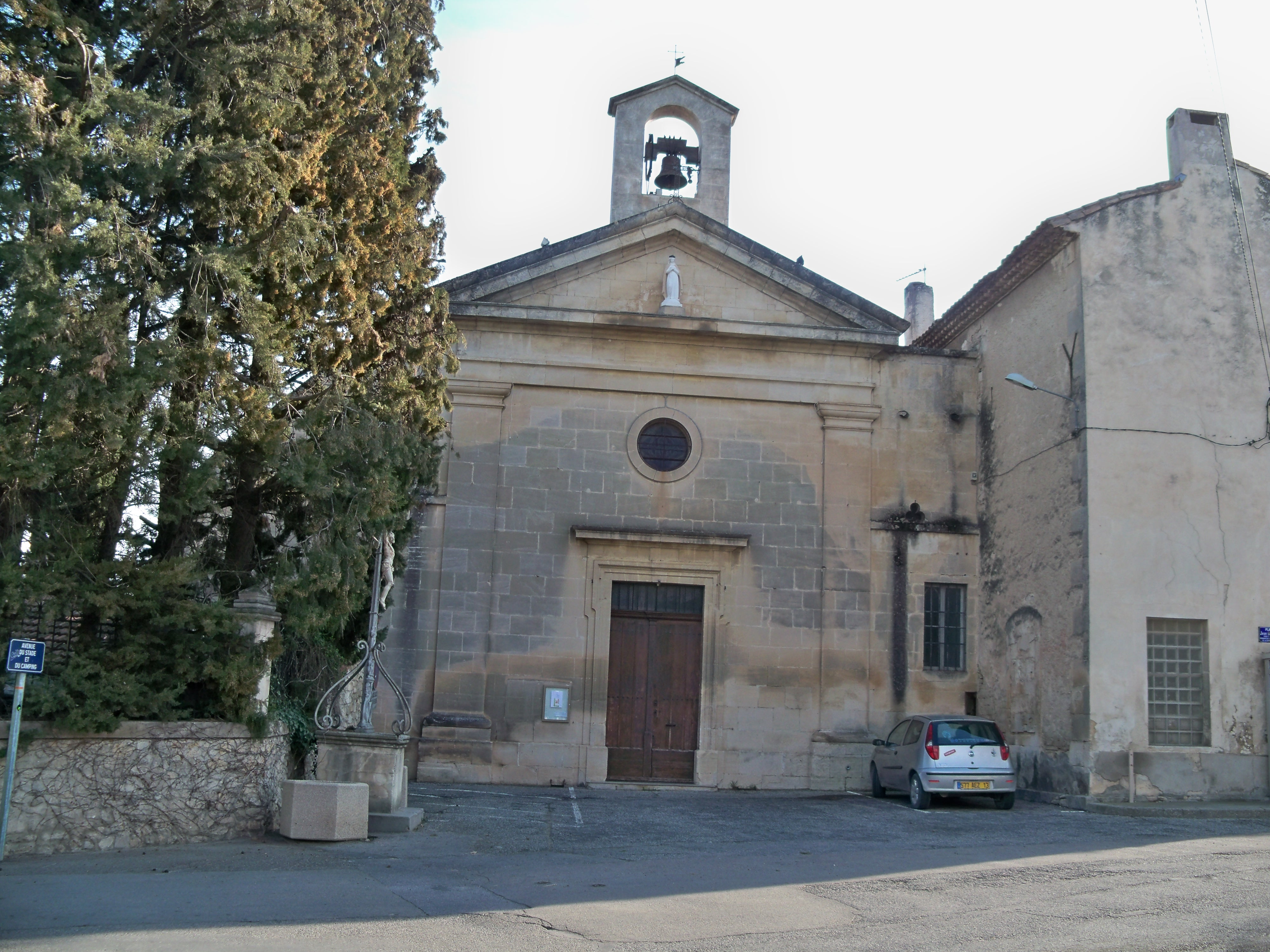
Église de Saint-Étienne-du-Grès.

- la statue de la Mourgue au parc d'activités de Laurade : cf section « Préhistoire et Antiquité ».
- la chapelle Saint-Thomas-des-Templiers à Laurade.
- l'oratoire du 16e[40] et la chapelle de Notre-Dame-du-Château[41], respectivement classé et inscrite aux Monuments Historiques par arrêtés du 7 novembre 1922 et du 28 décembre 1926.
- les ruines des fondations du castrum romain et l'habitation troglodyte de Notre-Dame-du-Château.
- la mairie et le groupe scolaire daté de 1903.
- les arènes municipales.
- le canal des Alpines.
- l'église paroissiale dédiée à saint Étienne et placée sous le vocable de Notre-Dame de l'Assomption[22].
- l'oratoire de la statue de saint Éloi.
- le grand parc de la communauté protestante des Sœurs de Pomeyrol (domaine de Pomeyrol).
- la demeure dite Grand Mas (façade, tourelle, four) inscrite aux Monuments Historiques par arrêté du 5 août 1980[42].

### Manifestations culturelles et festivités

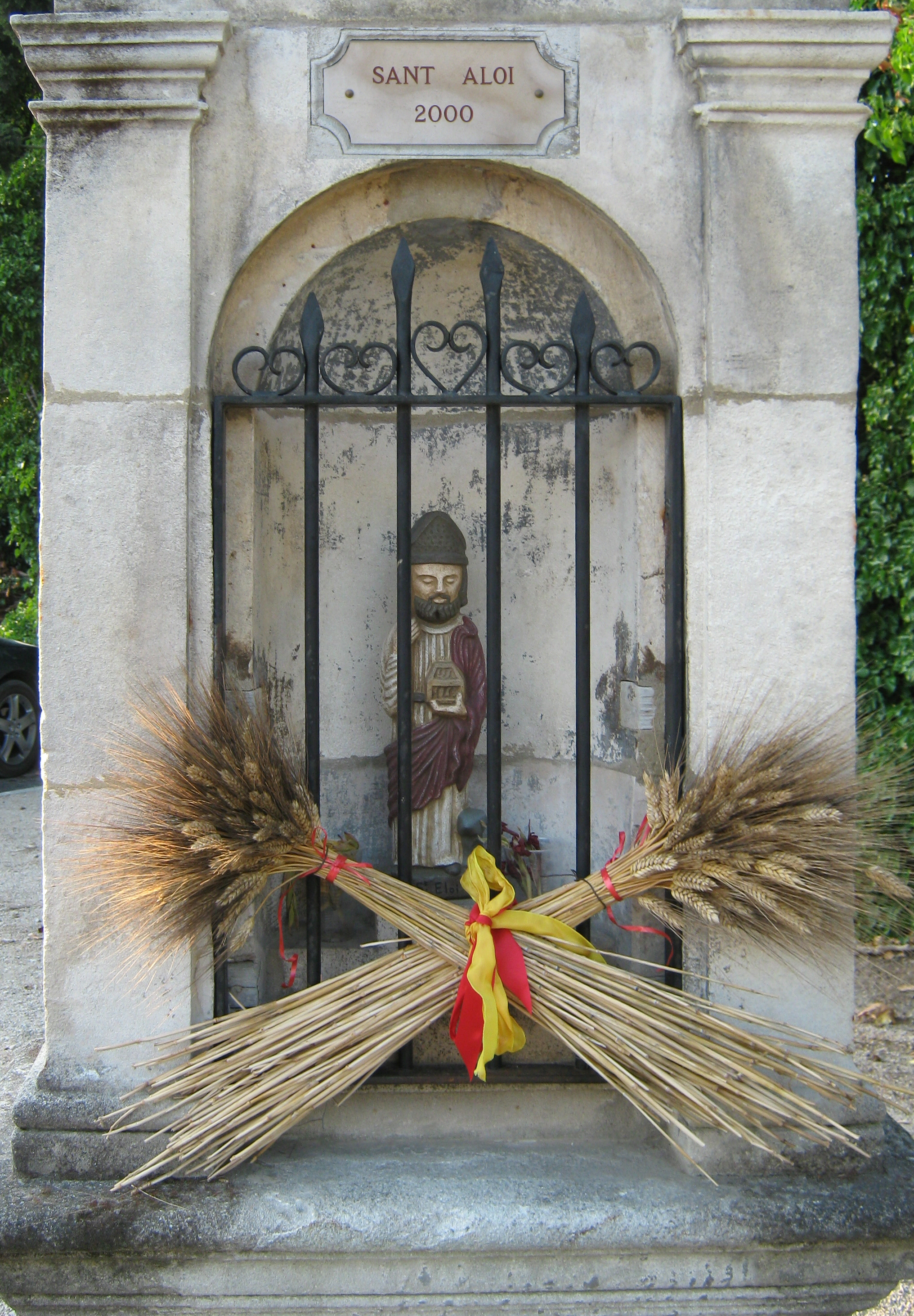
Oratoire Saint Éloi (Sant Aloi), Saint-Étienne-du-Grès.

Le pèlerinage de Notre-Dame-du-Château est une tradition religieuse et populaire bien ancrée localement : « En 1348, la ville de Briançon, désolée par la peste, fit vœu d’envoyer une députation au tombeau de Sainte-Marthe, dès que la contagion aurait cessé. [...] Quelques délégués se rendirent à Tarascon, portant avec eux une image de la Vierge qui était honorée dans une chapelle de la Vallouise [...] L'enthousiasme populaire nomma dès lors la Belle Briançonne. Deux ans plus tard, les Vaudois dévastaient la Vallouise. L'ermite Imbert préposé à la garde de la sainte image, prit le chemin de sainte Marthe pour y porter son trésor. On lui bâtit une chapelle près du château comtal - d'où son nom -. Les juifs qui avaient leur synagogue dans le voisinage, se plaignirent des désagréments que cette affluence leur causait. Les Tarasconnais transportèrent alors la Madone sur une colline et les juifs soldèrent la dépense de la chapelle qui y fut bâtie. Le 5e dimanche après Pâques, le peuple entier va chercher la Bénurade sur la colline et l'amène à la ville. » selon l'abbé M. Constantin. La fête religieuse et procession des Rogations jusqu'à la chapelle servait aussi à demander le beau temps et de bonnes récoltes.
À Saint-Étienne-du-Grès, on célèbre aussi saint Éloi, le patron des maréchaux-ferrants, le deuxième dimanche d'août. Quatre jours de fête continue du samedi après-midi au mardi soir, le samedi et le dimanche course au grand galop de la « carreto ramado » (charrette garnie de buis et d'asperges montées) attelée en ligne d'une quarantaine de chevaux de trait harnachés « à la mode sarrasine » (collier à grande pointe multicolore, avec pompons, plumes, miroirs, grelots).

### Personnalités liées à la commune
- Henri Galeron
- Pierre Emmanuel
- Amanda Lear
- René Goscinny
- Alain-Philippe Malagnac d'Argens de Villèle
- Général Jacques Chanoine y est inhumé
- Anne-Charlotte Pontabry

### Héraldique
| \| \| Les armes peuvent se blasonner ainsi : D'azur à une église d'or sur une terrasse de même. \| |                                                                                           |
| Armes de Saint-Étienne-du-Grès                                                                     | Les armes peuvent se blasonner ainsi : D'azur à une église d'or sur une terrasse de même. |

La devise du village : 
- « Direxit gressus » ; « Guidez nos pas ».